# سیمون موتا
سیمون موتا (انگلیسی: Simone Motta؛ زادهٔ ۲۶ اوت ۱۹۷۷) بازیکن فوتبال اهل ایتالیا است.
از باشگاه‌هایی که در آن بازی کرده‌است می‌توان به باشگاه فوتبال آسکولی، باشگاه فوتبال اودینزه، باشگاه فوتبال باری، باشگاه فوتبال پیستویزه، باشگاه فوتبال تریستیانا، باشگاه فوتبال چزنا، و باشگاه فوتبال نووارا اشاره کرد.